# حسین‌آباد گنجی
''حسین‌آباد گنجی، روستایی است از توابع بخش مرکزی شهرستان سبزوار استان خراسان رضوی ایران.

## جمعیت
این روستا در دهستان قصبه غربی قرار داشته و بر اساس سرشماری سال ۱۳۸۵ جمعیت آن ۳۶۹ نفر (۱۰۲ خانوار)
بوده است.